# ناراتريبتان
ناراتريبتان (بالإنجليزية: Naratriptan)‏ هو أحد أدوية مجموعة التريبتانات ويستخدم لعلاج الصداع النصفي.